# 郑翠萍

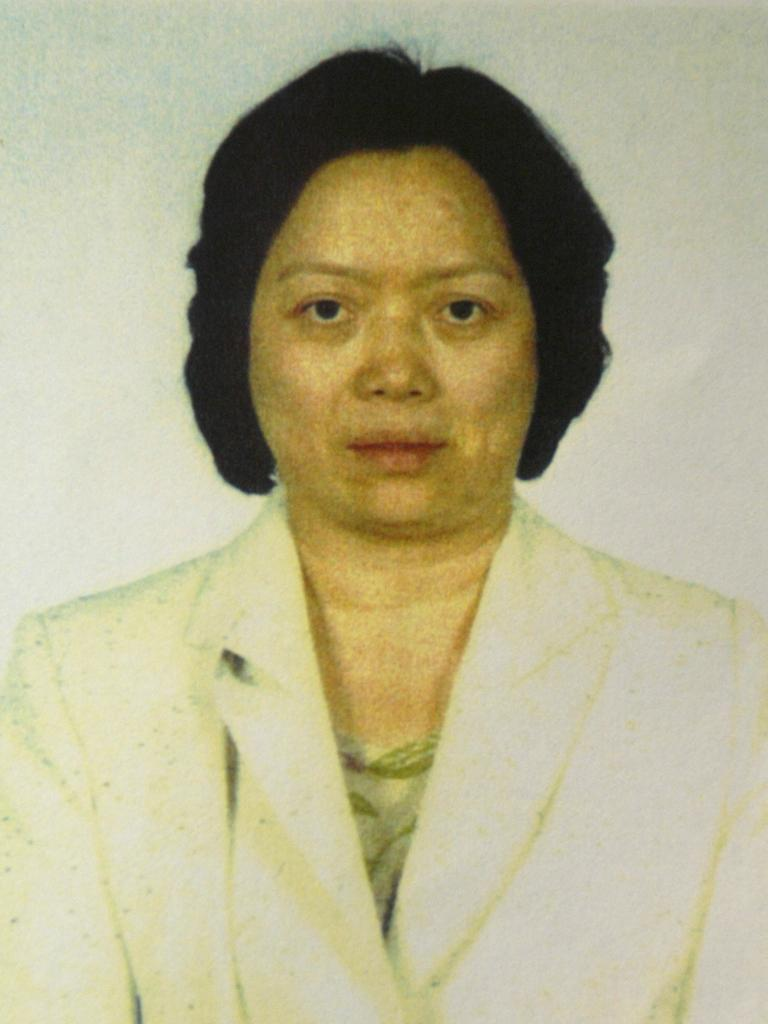

郑翠萍（1949年1月9日—2014年4月24日）又称「萍姐」，是一名华裔美籍商人，并参与组织非法移民进入美国的活动，有「偷渡皇后」、「蛇頭之母」之称。

## 生平
郑翠萍出生于福建省福州市亭江镇盛美村，1974年移民香港，1981年移民到美国纽约；她在美国唐人街经营杂货店和餐馆，但同时参与组织和资助中国大陆的居民偷渡来美，并经营向中国大陆匯款的地下钱庄。
1993年6月6日，郑翠萍出资的偷渡船"金色冒险号"在纽约市皇后區附近搁浅；船上的偷渡者由于缺乏岸上接应，试图自行游泳上岸，结果造成10人溺水死亡。此案件轰动美国社会，联邦调查局开始怀疑郑翠萍。1994年初美国联邦调查局正式发出对郑的全球通缉令，郑返回中国后以“协助非法偷渡”罪名被捕，但她随即通过个人关系得到释放，返回家乡盛美。1994年-2000年，郑翠萍用假身份居于中国大陆和香港，并出入美国。在这些年，她除了在深圳拥有一家制衣厂外，还在香港经营进出口货物和影像游戏业务。

### 逮捕、引渡与受审
在美国移民及归化局香港办事处的协助下，2000年4月17日，郑翠萍在香港國際機場等待从纽约来港的儿子时被香港警方逮捕。6月16日郑的引渡聆讯在香港东区举行。郑在提讯中提出保释的请求，被裁判官简达仁拒绝。8月23日，东区法院裁判官罗德泉裁定“大姐萍”有关7项涉嫌偷运人蛇、洗黑钱及挟持人质等罪名表面证供成立。香港特首董建华于2001年5月28日签署对郑的引渡令。
郑在引渡过程中利用香港法律系统制度尽可能拖延时间。她首先提出司法覆核，指特首签署的移交令無效；随后又申請了人身保護令，指港府非法羈留她。 2003年6月，终审法院拒绝了郑翠萍的上诉请求。2003年7月，香港特首董建华签署特别行政令后，郑翠萍最终成功被引渡至美国。
美国起诉方最初对郑氏提出七项指控：包括谋杀（用不安全的船只运送非法移民）、经营地下钱庄等。2005年6月22日，纽约曼哈顿联邦法院认定郑翠萍有共谋走私、洗錢、向非法移民家属收取敲诈赎金三项罪名成立。2006年3月17日，郑翠萍被判有期徒刑35年。2014年4月24日，郑翠萍因罹患胰腺癌搶救無效，在德州聯邦監獄轄下的醫院病逝，享年65歲。

### 判例
- F. Stock. . 高等法院原讼法庭. 法律参考资料系统. 2000-09-27  [2019-04-08]. （原始内容存档于2019-04-08）.
- M.J. Hartmann. . 高等法院原讼法庭. 法律参考资料系统. 2002-01-07  [2019-04-08]. （原始内容存档于2019-04-08）.
- Frank Stock; Conrad Seagroatt; Anthony Rogers. . 高等法院上讼法庭. 法律参考资料系统. 2002-09-10  [2019-04-08]. （原始内容存档于2019-04-08）.
- Frank Stock; Doreen Le Pichon; Anthony Rogers. . 高等法院上讼法庭. 法律参考资料系统. 2002-12-12  [2019-04-08]. （原始内容存档于2019-04-08）.
- . 最高法院. 美国司法部. 2008-09  [2019-04-08]. （原始内容存档于2019-04-08）.